# Jagdschloss Großenritte

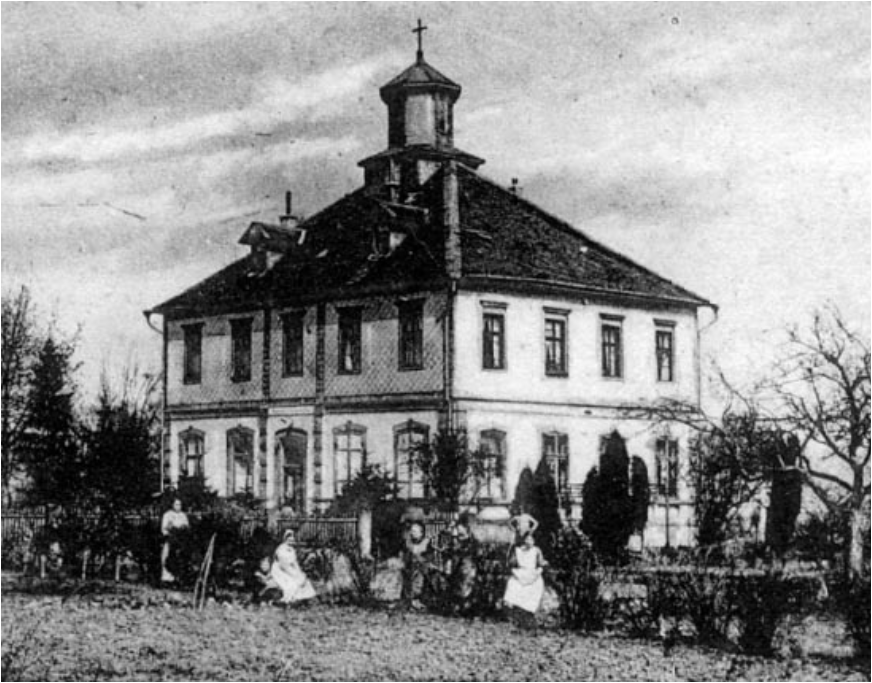
Foto des Hauses, 1910

Das Jagdschloss Großenritte war ein nur im Rohbau fertiggestelltes kleines Schloss westlich von Großenritte, einem heutigen Stadtteil von Baunatal im Landkreis Kassel in Nordhessen. Es wurde elf Jahre nach dem Baustopp als Alten- und Krankenheim fertiggestellt und bis zu seinem Abbruch 1972 als solches genutzt.
Es stand auf 266 m Höhe über NHN am Osthang des 439,6 m hohen Burgbergs am Waldrand, unmittelbar am heutigen Westrand des Orts an der „Prinzenstraße“ und der Straße „Vor der Burg“.

## Geschichte

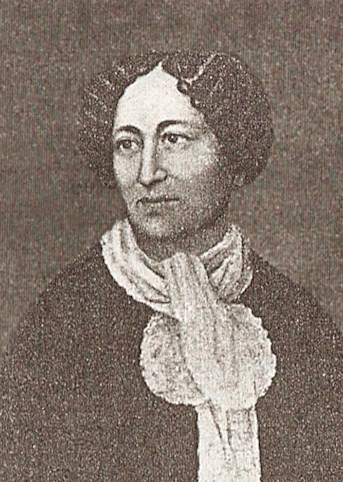
Die Stifterin des Diakonissenhauses, Gertrude von Hanau

Prinz Heinrich von Hanau, ein Sohn des Kurfürsten Friedrich Wilhelm I. von Hessen-Kassel aus dessen morganatischer Ehe mit Gertrude von Hanau, begann kurz vor dem Ende des Kurfürstentums Hessen mit dem Bau eines Jagdschlosses oberhalb von Großenritte. Bei der Annexion Kurhessens durch Preußen im Jahre 1866 war nur der Rohbau vollendet, und das Gebäude blieb danach zehn Jahre ungenutzt.
Erst 1877 fand das sogenannte „Schlösschen“, im Volksmund auch „Prinzenbau“ genannt, eine Nutzung. Auf Betreiben ihres Melsunger Metropolitanen, Jacob Wilhelm Vilmar, Bruder des August Vilmar, erwarb die Renitente Kirche ungeänderter Augsburgischer Konfession in Hessen, eine der Vorgängerinnen der heutigen Selbständigen Evangelisch-Lutherischen Kirche (SELK), den Bau, um dort ein Diakonissenhaus für alte und kranke Menschen einzurichten. Gertrude von Hanau, Witwe des letzten Kurfürsten und inzwischen Fürstin Hanau von und zu Hořowitz, wurde als Gründungsstifterin gewonnen und unterzeichnete die Stiftungsurkunde für das nach ihr benannte Hessische Diakonissenhaus „Gertrudenstift“.
Das baufällig gewordene „Schlösschen“ wurde 1972 abgerissen. In mehreren Bauabschnitten entstand an seiner Stelle ein neues Altenpflegeheim. Bereits 1966 war ein Erweiterungsbau ausgeführt worden, der 2003 ebenfalls abgebrochen wurde. Das heutige Heim in unmittelbarer Nähe entstand in den Jahren 2006 bis 2008.

## Der Bau
Das zweigeschossige „Schlösschen“ hatte einen rechteckigen, fast quadratischen Grundriss und ein Zeltdach mit Laterne auf der Dachspitze sowie zwei Dachgauben an der Vorderseite. Die Vorderfront und die Rückseite waren fünfachsig, die Seiten vierachsig, jeweils mit großen Sprossenfenstern.

### Bilder
- Alte Ansichtskarte
- Historisches Foto
- Historisches Foto